# DARPA LifeLog
LifeLog – anulowany projekt agencji DARPA Departamentu Obrony Stanów Zjednoczonych. Zgodnie z broszurą przetargową z 2003 r. miał być „opartym na ontologii (pod)systemem, który pobiera, przechowuje i udostępnia przepływ doświadczeń osób oraz ich interakcje ze światem w celu obsługi szerokiego spektrum współpracowników/asystentów i innych możliwości systemu”. Celem koncepcji LifeLog było prześledzenie życia jednostki pod względem zdarzeń, stanów i relacji wraz ze zdolnością obejmowania wszystkich doświadczeń podmiotu, od wybieranych numerów telefonów i przeglądanych wiadomości e-mail po każdy oddech, wykonany krok i miejsce.

## Cele i możliwości
Celem LifeLog było stworzenie elektronicznej bazy danych zawierającej informacje na temat każdej aktywności i relacji danej osoby. Miały one obejmować zakupy dokonywane kartą kredytową, odwiedzane strony internetowe, treść rozmów telefonicznych oraz wysłanych i odebranych wiadomości e-mail, skany faksów i poczty tradycyjnej wysłanej i odebranej, wysłane i odebrane wiadomości błyskawiczne, przeczytane książki i czasopisma, wybrane audycje telewizyjne i radiowe, lokalizację fizyczną rejestrowaną za pomocą przenośnych czujników GPS, dane biomedyczne rejestrowane za pomocą przenośnych czujników. Głównym celem rejestrowania danych była identyfikacja preferencji, planów, celów i innych intencji osób.
Innym celem DARPA w przypadku LifeLog była funkcja predykcyjna i znajdowanie wzorców aktywności i powiązań z innymi osobami czy organizacjami i miejscami.
Program LifeLog został anulowany 4 lutego 2004 r. po krytyce dotyczącej wpływu systemu na prywatność. Tego samego dnia został opublikowany serwis Facebook.